# Rob Madna
Toleh Johannes Hendricus (Rob) Madna (Den Haag, 8 juni 1931 - Berkel en Rodenrijs, 5 april 2003) was een Nederlandse jazz-pianist en componist. Madna was daarnaast werkzaam als wiskundeleraar en enkele jaren als conrector in Rotterdam.
Madna was de zoon van een Indonesische vader, die in 1916 met zijn pleegouders in Nederland was komen wonen en een Nederlandse moeder. Hij begon met gitaarspelen, maar stapte later over naar piano. Hij kwam in aanraking met jazz door het draaien van platen van zijn zus en door het bezoeken van een concert van The Ramblers. Zijn eerste optreden was op 16-jarige leeftijd in een club voor militairen in Den Haag. Madna was als pianist en componist autodidact.
De vroege muziek van Madna en zijn combo's lag in de traditie van cool jazz, beïnvloed door met name Lennie Tristano en Miles Davis. In de big band-tijd van de jaren zestig was hij vooral geïnteresseerd in de muziek van het orkest van Thad Jones en Mel Lewis. Door zijn werk op school moest hij echter afzien van meespelen met deze big band. Hij achtte zich bovendien niet goed genoeg voor het arrangeren voor Jones en Lewis. Het door hem opgezette repetitie-orkest groeide uiteindelijk uit tot het Dutch Jazz Orchestra.
Rob Madna speelde met diverse andere grootheden uit de jazz: Art Farmer, Freddie Hubbard, Dexter Gordon, Quincy Jones, Phil Woods, Bob Brookmeyer, Don Byas, Ack van Rooyen, Piet Noordijk, Lucky Thompson en Ann Burton.
Madna gaf les aan het Rotterdams en later het Hilversums Conservatorium. In 2003 kreeg hij op het North Sea Jazz Festival postuum de Bird Award voor zijn gehele levenswerk.

## Composities
- All in
- Ballad for B.
- Day-dream
- For the very first moment
- Herbie
- It happened yesterday
- Lay off
- Let me know
- Lucky man
- Mid Summer 1984
- New horizons
- One
- Reminiscence
- Some blues
- This for Diz
- Touch of Gemini

## Discografie
- 1955 - Easy to Love / Indiana  78rpm10"single - Columbia DH 591
- 1955 - The Rob Madna Trio -  Vinyl 7" EP Philips 422 053 PE
- 1955 - Rita Reys - The Cool Voice Of Rita Reys -  LP Philips B 08006
- 1955 - Jazz Behind The Dikes 1 -  Vinyl 10" Philips NLP 1031
- 1955 - Jazz Behind The Dikes 3 -  Vinyl 10” Philips NLP 1033
- 1955 - Rita Reys  with The Wessel Ilcken Combo - Rita Reys With The Wessel Ilcken Combo  Vinyl 7" EP Philips 42080 PE
- 1955 - The Wessel Ilcken Combo With Rita Reys - Waiting For Weelink -  Vinyl 7" EP Philips 422051 PF
- 1956 - Various - Jazz From Holland -  Vinyl 10" Columbia 33 HP 106
- 1956 - The Wessel Ilcken All Stars - The Wessel Ilcken All Stars -  Vinyl 7" Single Philips JF 327 742
- 1958 - The Rhythme All Stars -  Vinyl 7" EP Columbia SEGH 52
- 1958 - The Rhythme All Stars -  Vinyl 7" EP Columbia SEGH 58
- 1963 - The Don Byas Quartet - Blues By Byas -  Vinyl 7" EP Philips 433 183 PE
- 1964 - Herman Schoonderwalt - The Winner -  LP Philips P 12 921 L - CD Nederlands Jazz Archief NJA 1702
- 1964 - Herman Schoonderwalt Quintet - Thema Uit De Film ´Mensen Van Morgen´/I Loves You Porgy -  Vinyl 7" Philips JF 327 792
- 1968 - De Millers - Millers ’68 -  LP Artone - MAM S-3144
- 1969 - Various - The Dutch Jazz Scene -  7 × Vinyl LP Compilation Radio Nederland 109 917/923
- 1971 - Festival Big Band - LP Philips -  6303 038 - CD Sonorama C-43
- 1972 - Ann Burton - Ann Burton Sings For Lovers And Other Strangers -  LP CBS S 64485 - CD Epic SICP 4223
- 1976 - I Got It Bad And That Ain't Good - LP Omega International OM 555.058 -  CD Atelier Sawano AS 002
- 1976 - Broadcast Business '76 -  CD Daybreak DBCHR75162
- 1977 - Various - The Dutch Jazz Scene Revisited -  7-LP Radio Nederland 6808.653/659
- 1985 - Toon Van Vliet - Toon Van Vliet -  LP BV Haast Records 059 - CD Norma NOCD5684
- 1988 - Piet Noordijk Quartet Live -  CD VARA Jazz 8220
- 1991 - Various - Jazz Behind The Dikes Vol. 1 -  CD Compilatie Philips 848 810-2
- 1991 - Various - Jazz Behind The Dikes Vol. 2 -  CD Compilatie  848 811-2
- 1994 - Jerry Van Rooyen with The Dutch Jazz Orchestra - On The Scene -  CD Timeless Records SPJ 394
- 1995 - The Rob Pronk Jazz-Orchestra - It Happened Yesterday -  CD Alabianca Records AB13982-2
- 1996 - The Rob Madna Trio & The Dutch Jazz Orchestra - Update -  2-CD RN Discs RN 007-1-2
- 1999 - Solo Piano - Jazz At The Pinehill' -  CD PineHill PHCHR 75052
- 1999 - Rita Reys - Anthology -  CD Compilatie Universal Music 06024 9844878
- 2000 - En Blanc Et Noir 6 -  CD Daybreak DBCHR75095
- 2000 - Ferdinand Povel And The Rob Madna Trio - Live At Café Hopper -  CD Daybreak DBCHR 75370
- 2001 - The Dutch Jazz Orchestra - Portrait Of A Silk Thread - Newly Discovered Works Of Billy Strayhorn -  CD Challenge Records CHR 70089
- 2001 - The Dutch Jazz Orchestra - So This Is Love - More Newly Discovered Works Of Billy Strayhorn -  CD Challenge Records CHR 70091
- 2001 - The Dutch Jazz Orchestra - You Go To My Head -  CD Challenge Records CHR 70090
- 2004 - Various - NDR Jazz Workshop No. 25 -  2x CD B.Free - 6201/2 CD
- 2008 - Dutch Jazz Orchestra Plays The Music Of Rob Madna -  5-CD Challenge Records CR 73267
- 2012 - Lee Towers - Memories - CD ARS Entertainment -  3722323, Universal Music Belgium - 3722323
- 2017 - Eric Ineke - Let There Be Life, Love and Laughter -  CD Daybreak DBCHR 75226
- 2017 - Herman Schoonderwalt - The Winner -  CD NJA 1702
- 2018 - Dexter Gordon - In The Cave - Live At Persepolis Utrecht 1963 -  CD NJA
- Various - Dutch Light Music -  7 × Vinyl 10" Radio Nederland RN 312/324